# La Férée
La Férée es una comuna francesa situada en el departamento de Ardenas, en la región de Gran Este.

## Demografía
| 150 | 164 | 124 | 99 | 82 | 71 | 70 |
| Para los censos de 1962 a 1999 la población legal corresponde a la población sin duplicidades (Fuente: INSEE [Consultar]) |     |     |    |    |    |    |